# 아이신기오로 두두
아이신기오로 두두(愛新覺羅杜度, ᡩ᠋ᡠ᠋ᡩᡠ᠋, 1597-1642.7.3)는 청(淸) 태조(太祖) 누르하치(努爾哈赤, Nurhaci)의 장남 광략버일러(廣略貝勒) 추연(褚英)의 장남으로, 도로이 안평 버일러(多羅安平貝勒)에 임명되었다.

## 생애
처음에 두두는 타이지(台吉)에 제수되었다. 천명(天命) 9년(1624), 칼카(喀爾喀) 바야트부(巴岳特部) 타이지 엉거더르(恩格德爾, Enggeder)가 후금(後金)으로 내부하길 요청하자, 두두는 버일러 다이샨(代善, Daišan)을 따라 엉거더르의 귀부를 맞이하였고, 이로써 버일러에 봉해졌다. 천총(天聰) 원년(1626), 버일러 아민(阿敏, Amin)과 요토(岳託, Yoto) 등을 따라 조선(朝鮮) 정벌에 나섰고, 인조(仁祖)가 화친을 요청하자 버일러들은 화친을 허락하였다. 그러나 아민은 조선의 수도 한양(漢陽)을 공격하고자 하였으나 요토는 이를 반대하였다. 아민은 다시 두두와 함께 조선에 주둔하고자 하였으나 두두 역시 불가하다고 보았다. 결국 후금군은 조선과 결맹한 후에 귀환하였다. 천총 3년(1628) 11월, 두두는 명의 원병을 공격하여 승리하였다. 다시 버일러 아바타이(阿巴泰, Abatai) 등과 통주(通州)를 공략하였고 명의 해군을 불살랐으며 장가만(張家灣)에 이르렀다. 12월, 군대를 이끌고 북쪽으로 돌아갔으며 계주(薊州)에 이르렀고, 명군 5천 명은 산해관(山海關)에서 나와 구원하였다. 다이샨과 직접 적진에 뛰어들어 발을 다치고 준화(遵化)에 주둔하였다. 천총 4년(1629) 정월, 명군이 반격하자 두두는 명군을 대파하고 부장(副將)을 벤 후 낙타와 말 수천 마리를 노획하였다.
천총 7년(1632) 명 장수 공유덕(孔有德)과 경중명(耿仲明)이 후금에 투항하였고, 두두는 버일러 지르갈랑(濟爾哈朗, Jirgalang)과 아지거(阿濟格, Ajige)와 함께 진강(鎭江)에 가서 이들의 투항을 맞이하였다. 홍타이지(皇太極, Hong Taiji)는 조서를 통해 명, 조선, 차하르(察哈爾)를 토벌하는데 있어 어디를 우선 토벌해야 할지 물었고, 두두는 '조선은 손아귀에 있기에 느슨하게 해도 좋고, 차하르는 가까이에 있으면 정벌하면 되지만, 만약 차하르가 좀 멀리 있다면 대동(大同) 변방을 취하고 말에게 먹이를 든든히 먹여 기회를 넘보아 깊이 진입하면 된다(朝鮮在掌握, 可緩. 察哈爾, 逼則征之. 若尙遠, 宜取大同邊地, 秣馬乘機深入)'고 말하였다. 천총 8년(1633) 두두는 해주(海州)로 출정하였다. 숭덕(崇德) 원년(1636), 두두는 안평버일러(安平貝勒)에 봉해졌다. 해주 하구 수장 이러션(伊勒慎)은 명의 장수가 거함 100여 척을 만들어 요하(遼河)를 차단하였다고 보고하였고, 두두에게 군대를 이끌고 가도록 명하였으니, 이에 명군을 무찌르고 귀환하였다. 같은해 겨울, 홍타이지가 조선 정벌에 나서자, 두두는 치중을 호위하면서 후행하였고, 피도(皮島), 운종도(雲從島), 대화도(大花島), 철산(鐵山)을 공략하였다. 숭덕 2년(1637) 2월, 다시 임진강(臨津江)을 공격하였다. 전날 얼음이 녹았으나 다음날 저녁에 큰 비와 눈이 내려 얼음이 다시 얼었고, 청군은 마침내 강을 건넜다. 홍타이지는 이를 듣고 '하늘의 뜻이다(天意也)'라고 말하였다. 두두는 예친왕(睿親王) 도르곤(多爾袞, Dorgon)을 따라 강화도(江華島)를 공격하였고, 수군을 패퇴시켰으며 마침내 강화도를 함락하였다.
숭덕 3년(1638) 도르곤은 좌익(左翼)을 이끌고 요토는 우익(右翼)을 이끌고 명을 토벌, 두두는 요토의 부장이 되었다. 청군이 밀운(密雲) 동쪽 장자령(牆子嶺)을 넘자 명군이 응전하였고, 청군은 명군에 맞서 싸워 승리하였다. 이후 청군은 장자령보(牆子嶺堡)를 공격하였고 군대를 나눠 흑욕(黑峪), 고북구(古北口), 황애구(黃崖口), 마란욕(馬蘭峪)을 공략하였다. 요토는 전사하였고 두두가 군사를 총괄하였다. 도르곤군대를 통주하(通州河) 서쪽에서 합류하여 명 수도 북경(北京)을 넘어 탁주(涿州)에 이르렀고, 서쪽으로 가서 산서(山西), 남쪽으로 제남(濟南)까지 이르로 성 20곳을 함락시켰는데 그 중 2곳은 항복을 받아내어 취하였다. 16번 전투를 모두 이겼고 총독(總督) 이하 관원 100여 명을 죽였으며, 20여 만명의 포로를 얻었다. 철군 시에 청산구(靑山口)를 나와 태평채(太平寨)로부터 포위를 뚫고 갔다. 숭덕 4년(1639) 4월, 청군이 귀환하면서 두두는 낙타 1필, 말 1필, 은 5천량을 하사받았고 예부(禮部) 일을 맡도록 명을 받았다. 이후 두두는 금주(錦州)와 영원(寧遠)을 공략하였다. 숭덕 5년(1640) 두두는 지르갈랑을 대신하여 요동의 의주(義州)에서 둔전하였고, 금주의 벼를 베었다가 명군을 만나자 명군을 무찔렀으며, 다시 금주 태구(台九)와 소릉하(小凌河) 서쪽 태이(台二)를 얻었다. 명 총독 홍승주(洪承疇)가 4만 명의 병사를 이끌고 행산(杏山) 성밖에 주둔하자, 두두는 호오거(豪格)와 함께 그를 격파하였고, 해자까지 추격하여 돌아왔으며, 다시 군량 수송병 300명을 섬멸하였다. 금주에 가서 명군을 유혹하여 출진하녔으며 다시 명군을 격파하였고 대릉하(大凌河) 어귀의 선단을 노획하고 의주를 범한 적군을 추격하여 참하였다. 이해 겨울, 두두는 다시 금주를 포위하였닼 숭덕 6년(1641) 두두는 광녕(廣寧)을 취하였고 송산(松山)과 금주의 구원군을 패퇴시켰다. 따라간 도르곤이 성에서 먼 곳에 주둔하다가 몰래 군대를 파견하여 귀국한 일로 조정에서는 두두의 작위 삭탈을 논의하였고, 홍타이지는 벌은 2천량의 처벌을 내렸다. 두두는 다시 금주를 포위하였고 송산에서 명군에게 승리를 거뒀다. 이해 가을, 두두는 다시 홍타이지를 따라 명을 토벌하는데 나섰고 금주를 공격하였다.
숭덕 7년(1642) 6월, 두두가 사망하였다. 병으로 인하여 사직하였을 때에 여러 왕(王)과 버일러들이 독공전(篤恭殿)에 모여 출정의 공과를 논의하였을 때에 홍타이지는 두두의 사망 소식을 접하게 되었고, 그를 위해 조회를 파하였다. 운구가 돌아오자 홍타이지는 대신을 파견하여 맞이하고 장례를 치뤘다. 옹정(雍正) 2년(1724) 청조는 비석을 세워 두두의 공적을 기렸다.

## 자녀
아들은 7명이며, 이들 중 작위를 받은 이는 두르후(杜爾祜), 무르후(穆爾祜), 터르후(特爾祜), 두누원(杜努文), 사비(薩弼) 5명이다.
딸 가운데 사녀는 숭덕 4년(1639) 12월, 아유시(阿玉錫, Ayusi)에게 시집갔다. 아유시는 몽골 보르지기트씨(博爾濟吉特氏) 출신이지만 소속 하위 부락은 미상이다.:15

## 참고문헌
- 民國趙爾巽等 《清史稿·卷二百一十六 列傳三 諸王二》